# Білоруський ізвод
Білоруський ізвод — ізвод (редакція) церковнослов'янської мови середнього періоду, що існувала в XV—XVII століттях на території Великого князівства Литовського. Існував паралельно з українським (київським) ізводом.

## Історія
Сформувався у Великому князівстві Литовському на основі давньоруського ізводу церковнослов'янської мови після церковно-політичного поділу східнослов'янської території князівства та польської корони. Зазнав сильного впливу з боку латинської та польської мов.
Історія церковнослов'янської мови пов'язана з розташуванням культурних книжкових центрів і, як наслідок, — зі зміною регіональних норм церковнослов'янської мови. На території східних слов'ян у XV—XVII ст. такими центрами були Вільно, Київ, Острог, які й визначали характер книжкової мови. У двох із цих східнослов'янських культурних центрів — Вільні, Києві — спостерігають певний паралелізм норм церковнослов'янської мови.
У Великому князівстві Литовському Франциск Скорина перекладає та видає у Празі та Вільнюсі у 1517—1519 роках кілька книг Біблії. Біблія Скорини була сумішшю розмовної білоруської мови та церковнослов'янської, вона стала фундаментом для нормування як старобілоруської літературної мови, так і білоруського зводу церковнослов'янської мови. Специфікою цього періоду було сильне взаємопроникнення білоруської та церковнослов'янської мов, що відзначається наявністю у старобілоруській писемності білорусізованих церковнослов'янських та церковнослов'янізованих білоруських пам'яток. Біблія Скорини поширилася переважно у Литві, Білій та Червоній Русі. У 1534 році Франциск Скорина здійснив поїздку до Великого князівства Московського, звідки його вигнали як католика. З польського документа від 1552 р. випливає, що книги Скорини в Москві були спалені за латинство.
Після Люблінської унії 1569 південні воєводства Великого князівства Литовського відійшли до Польської корони і в другій половині XVIII століття його територія в цілому збігалася з Білоруссю, приблизно з цього часу звужується і сфера церковнослов'янської мови у Великому князівстві Литовському. Особливості в білоруському варіанті церковнослов'янської мови витісняються московським.
У 1596 році у Вільні Лаврентій Зизаній видає «Лексіс…» — перший друкований церковнослов'янсько-білоруський словник, який відіграв значну роль у подальшому розвитку східнослов'янської лексикографії. Проте неприйняття західних церковних писань тривало в Росії. Зокрема, в 1627 році за вказівкою патріарха Московського Філарета було спалено Катехизис Зизанія як «писання одного литовського попа».
У XVII—XVIII століттях білоруський ізвод припиняє своє існування. Цьому було багато причин: вплив католицизму, міжконфесійна війна з унією, вплив Київської митрополії та перехід території на використання польської латинки як цивільного алфавіту замість старобілоруської мови, розрізненість перекладів церковних текстів білоруською мовою. Наприкінці XVIII століття Велике князівство Литовське (з територією сучасної Білорусі) приєднали до Російської імперії, як громадянська мова вводиться російська мова, територія переходить під вплив Московського патріархату, внаслідок чого стали використовуватися російські церковні книги й богослужіння велися по Єлизаветинській пабліархії.

## Літературні пам'ятки білоруського ізводу
Жыццё Еўфрасінні Полацкае, список XIV століття, видання Ф. Скорини, «Збірник біблійних книг» № 262 (Збірник біблейських книг № 262, XVI ст.) та ін., «Чеття» («Чэцця», 1489 рік), «Лопаточник», «Логіка», «Шестокрил», «Космографія» й «Аристотелеві врата».